# Henrik Lundgaard
Pour les articles homonymes, voir Lundgaard.
Henrik Lundgaard, né le 26 février 1969 à Hedensted, est un pilote de rallye danois.

## Biographie
Il a débuté la compétition automobile en 1991.
Henrik Lundgaard a disputé 17 rallyes WRC, de 1995 (début sur Opel Calibra Turbo 4x4) à 2001, dont 16 sur Toyota Celica, puis Corolla. Son meilleur résultat est une 6e place au rallye Monte-Carlo en 1997.
Il a également participé à des manches du championnat d'Europe de 1996 à 2003.
Ses copilotes furent essentiellement Freddy Pedersen (1995-1999), et Jen Christian Anker (1999-2001).
De 2006 à 2008, il court en catégorie nationale GT pour le team Den Bla Avis Fleggaard Racing, sur BMW 320si E90.
Depuis 2009 il a rejoint la marque Chevrolet.
Il est le père du pilote automobile Christian Lundgaard.

## Palmarès

### Titres
- Champion d'Europe des rallyes, en 2000 sur Toyota Corolla WRC (vainqueur de 5 épreuves sur les 7 disputées);
- Coupe du monde FIA des écuries privées (Toyota Castrol Team Denmark, en WRC), en 2001;

- Quadruple Champion du Danemark des rallyes, en 1993, 1994, 1997 et 1998;
- Double Champion du Danemark Grand Tourisme, en 2004 et 2008.

### 5 victoires en championnat d'Europe
- 2000: rallye de Pologne
- 2000: rallye d'Ypres
- 2000: rallye ADAC d'Allemagne
- 2000: rallye Elpa Halkidiki
- 2000: rallye de Turquie

### Victoires en championnat du Danemark
- 1994: rallye Himmerland
- 1994: rallye Wild West
- 1994 et 1995: rallye du Danemark
- 1995 et 1997: rallye Himmerland
- 1995: tour de Sjaelland
- 1997: rallye Toyota Goodyear
- 1997: rallye Skoda
- 1997: rallye Sydhavs
- 1997: rallye Gjönge